# Rubén Figueroa Figueroa

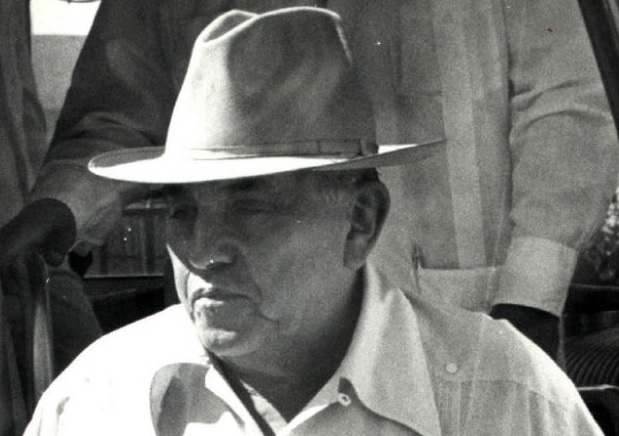
Rubén Figueroa Figueroa

Rubén Figueroa Figueroa (Huitzuco, 9 november 1908 - aldaar, 18 maart 1991) was een Mexicaans politicus.
Figueroa stamde uit een vooraanstaand politiek geslacht, hij was de zoon van gouverneur Francisco Figueroa en was afgestudeerd als ingenieur. Voor de Institutioneel Revolutionaire Partij was hij afgevaardigde van 1940 tot 1943 en van 1964 tot 1967 en senator van 1970 tot 1974. In 1974 werd hij gegijzeld door guerrillero's van Lucio Cabañas. Bij zijn bevrijding kwam Cabañas om het leven.
Een jaar later werd hij gekozen tot gouverneur van zijn thuisstaat Guerrero. Dit was op het hoogtepunt van de Vuile Oorlog. Figueroa stond bekend als een meedogenloos bestuurder, tientallen mensen werden tijdens zijn bestuur in Guerrero vermoord of vermist, en nog eens velen werden gemarteld of gevangengenomen. Desalniettemin wist in 1979 de Mexicaanse Communistische Partij (PCM) in de gemeente Alcozauca de Guerrero een burgemeesterspost te winnen, en werd professor Othón Salazar de enige burgemeester van het land die geen lid was van de PRI.
Na afloop van zijn termijn hebben politici van de oppositie zonder succes geprobeerd Figueroa veroordeeld te krijgen wegens mensenrechtenschendingen. Hij overleed in 1991. Figueroa's zoon Rubén Figueroa Alcocer was gouverneur van 1993 tot 1996.
- Library of Congress Control Number: n84209679
- Virtual International Authority File: 1423715
- WorldCat: E39PBJhRJy3vcvQJRfvfjQPqQq